# Pseudopanthera ennomosaria
Pseudopanthera ennomosaria är en fjärilsart som beskrevs av Walker 1862. Pseudopanthera ennomosaria ingår i släktet Pseudopanthera och familjen mätare. Inga underarter finns listade.